# Зубатов, Сергей Васильевич
Серге́й Васи́льевич Зуба́тов (26 марта [7 апреля] 1864, Москва — 3 [15] марта 1917, Москва) — чиновник (в молодости — секретный сотрудник) Департамента полиции Российской империи, крупнейший деятель политического сыска и полицейский администратор, надворный советник. С 1896 по 1902 год — начальник Московского охранного отделения, с 1902 по 1903 год — глава Особого отдела Департамента полиции. Зубатова можно по праву назвать создателем системы политического сыска дореволюционной России. Приобрёл широкую известность благодаря созданной им системе легальных рабочих организаций, получившей по имени автора название «зубатовщины».

## Биография

### Ранние годы
Сергей Васильевич Зубатов родился в Москве 26 марта 1864 года в семье обер-офицера (к дворянскому роду Зубатовых отношения не имел). Отец Зубатова служил управляющим большого дома Малютина на Тверском бульваре, там же проживала и его семья. Российский публицист Стечкин упоминает о двух сёстрах Зубатова.
В 1881 году, по окончании прогимназии, Зубатов поступил учиться в 5-ю Московскую гимназию, где обучался с 5-го по 7-й класс. Обучаясь в гимназии, увлёкся модными идеями нигилизма, читал запрещённые сочинения Д. И. Писарева. В 1882 году создал свой гимназический кружок нигилистов, в котором играл первенствующую роль. Часто вступал в споры с учителями, пропагандировал среди учащихся нигилистические идеи. Всё свободное время посвящал самообразованию, изучал сочинения Д. И. Писарева, Н. Г. Чернышевского, В. В. Берви-Флеровского, Дж. Милля, Г. Спенсера, Ч. Дарвина, К. Маркса и др. В 1884 году отчислен из 7 класса гимназии по требованию отца, недовольного его связями с неблагонадёжными лицами.
После отчисления из гимназии Зубатов устроился канцелярским служащим в Московскую дворянскую опеку. Одновременно за небольшую плату работал заведующим частной библиотекой А. Н. Михиной на Тверском бульваре, на хозяйке которой, Александре Николаевне, вскоре женился. Библиотека Михиной пользовалась большой популярностью среди московской молодёжи, так как в ней можно было достать книги, изъятые из обращения. Зубатов охотно выдавал желающим запрещённую литературу, и его услугами охотно пользовались молодые революционеры.

### Знакомство с революционерами
В молодости поддерживал отношения с участниками народовольческих кружков, хотя сам в них не состоял и не разделял революционных воззрений. Около 1884 года он познакомился с кружком Михаила Гоца, куда входили также О. Г. Рубинок, М. И. Фундаминский и другие. Члены кружка изучали труды народнических авторов — П. Л. Лаврова, Н. К. Михайловского, и впоследствии стали революционерами. Гоц и его друзья часто посещали библиотеку Михиной и брали там запрещённую литературу. Зубатов поддерживал с ними приятельские отношения, но идеям революционеров не сочувствовал и в своей среде отзывался о них пренебрежительно. Впоследствии Зубатов утверждал, что их расхождения носили принципиальный характер: они были «общественниками» — последователями Лаврова и Михайловского, а он «культурником» — последователем Писарева. По воспоминаниям М. Р. Гоца, Зубатов в их среде вызывал инстинктивное неприятие и не пользовался доверием. Это, однако, не мешало им пользоваться его библиотекой.
В 1886 году (в 22 года) поступил волнослушателем в Московский университет и начал работать на должности телеграфиста Московской центральной станции, а затем служил телеграфистом на станциях «Славянский базар» и «Окружной суд». Летом 1886 года он был вызван на допрос к начальнику Московского охранного отделения Н. С. Бердяеву. Бердяев сообщил Зубатову, что его библиотека использовалась членами революционных кружков в качестве конспиративной квартиры, и он привлечён к дознанию как один из подозреваемых. Зубатов, по его словам, был крайне возмущён, что «красные иезуиты» без его ведома превратили его библиотеку в «очаг конспирации». Поэтому он «дал себе клятву бороться впредь всеми силами с этой вредной категорией людей, отвечая на их конспирацию контрконспирацией, зуб за зуб, вышибая клин клином». С этой целью, по предложению ротмистра Бердяева, он согласился стать секретным сотрудником охранного отделения, чтобы на деле доказать свою приверженность существующему порядку «и раз навсегда снять сомнение в своей политической неблагонадёжности».
По другим данным, Зубатов был завербован Департаментом полиции значительно раньше — возможно, при посредничестве А. Е. Серебряковой.

### Работа секретным сотрудником
Осенью 1886 года начал свою работу секретного сотрудника. Для проникновения в революционную среду им было составлено письмо на имя известного народовольца Василия Морозова. В нём Зубатов выражал желание поддержать ослабленную арестами народовольческую организацию и просил снабдить его рекомендательными письмами. Морозов, знавший Зубатова с хорошей стороны, поверил ему и выслал товарищам рекомендательные письма, в которых характеризовал его как верного человека. В течение года, с 1886 по 1887 год, Зубатов успешно разыгрывал роль революционера. Оказывая революционерам различные услуги, он одновременно освещал их противозаконную деятельность в охранном отделении. Благодаря успешной деятельности Зубатова полиции удалось раскрыть многих видных народовольцев, таких как В. Н. Морозов, В. А. Денисов, А. А. Ломакин, М. Р. Гоц, М. И. Фундаминский, М. Л. Соломонов, С. Я. Стечкин, В. Г. Богораз, З. В. Коган, К. М. Терешкович, Б. М. Терешкович, С. М. Ратин, И. И. Мейснер, М. А. Уфлянд и другие.
Комментируя свою агентурную деятельность в записке на имя московского обер-полицеймейстера Е. К. Юрковского, Зубатов писал: «Вот лица, мною указанные, виновность их и преступная деятельность установлены фактическими данными в дознаниях, производившихся своевременно в жандармских управлениях, не я их толкнул на революционный путь, но благодаря надетой на себя личине революционера я их обнаружил». В 1887 году Зубатов был разоблачён и объявлен «провокатором», а в одном рабочем кружке даже было принято решение его убить. После этого ему было предложено открыто перейти на службу в полицию, и с 1 января 1889 года он был зачислен в штат Московского охранного отделения. Много лет спустя в письме к В. Л. Бурцеву Зубатов признавался: «Справедливость требует добавить, что в кратковременный период контрконспиративной деятельности (несколько месяцев) имело место два-три случая, очень тяжёлых для моего нравственного существа, но они произошли не по моей вине, а по неосмотрительности и из-за неумелой техники моих руководителей».

### В Московском охранном отделении
С 1889 года (в 25 лет) Зубатов работал в Московском охранном отделении на должности чиновника особых поручений, помощника начальника московского охранного отделения. На этой должности он возглавил работу с секретной агентурой, как человек, «вполне знакомый с её деятельностью». Во время службы в охранном отделении Зубатов проявил «исключительные способности» по склонению революционеров к даче откровенных показаний и оказанию ими секретных услуг политическому розыску. По воспоминаниям генерала А. И. Спиридовича, всем методам вербовки Зубатов предпочитал метод убеждения. После очередных крупных арестов он приглашал к себе в кабинет тех из арестованных, кто казался ему интересным. Здесь, за чашкой чая, он заводил с ними многочасовые беседы о путях революционного движения. Зубатов убеждал молодых революционеров, что избранный ими путь ложен и они принесут гораздо большую пользу своему отечеству, если согласятся сотрудничать с властями. Даже в тех случаях, когда арестованный отказывался от сотрудничества, Зубатову нередко удавалось посеять в нём сомнение, и многие, убеждённые его беседами, покидали революционное движение.
Благодаря такой постановке дела Зубатову удалось приобрести обширную агентуру как в самой Москве, так и за её пределами. В период его службы Московским охранным отделением были раскрыты и ликвидированы многие революционные организации. В апреле 1892 года был ликвидирован кружок М. Бруснева, М. Егупова и П. Кашинского, в апреле 1894 года — разгромлена партия «Народного права», основанная М. А. Натансоном и Н. С. Тютчевым, и петербургская «Группа народовольцев», в мае 1895 года — арестован кружок Ивана Распутина, готовивший покушение на царя. Осведомлённость охранного отделения была поднята на небывалую высоту. В революционных кругах Москву стали считать гнездом «провокации», а имя Зубатова произносить с ненавистью. Заниматься в Москве революционной работой считалось безнадёжным делом. За успехи в борьбе с революционерами Зубатов стал получать повышения по службе. В 1894 году он стал заместителем начальника Московского охранного отделения, а в 1896 году, в 32 года после отставки Н. С. Бердяева, — начальником Московского охранного отделения.

### Во главе Московского охранного отделения
Возглавив Московское охранное отделение, Зубатов взялся за реформирование системы политического сыска. По воспоминаниям П. П. Заварзина, в то время политический сыск в России был поставлен так слабо, что многие его чины не были знакомы даже с элементарными правилами этой работы. Зубатов первый организовал политический сыск по европейскому образцу, «ввёл систематическую регистрацию, фотографирование, конспирирование внутренней агентуры и т. д.» Наряду с работой внутренней агентуры, Зубатов реформировал систему наружного наблюдения. Созданный при Московском охранном отделении «Летучий отряд филёров» во главе с Е. П. Медниковым действовал по всей России, разрабатывая данные внутренней агентуры и выслеживая революционеров. В короткое время Московское охранное отделение превратилось в образцовое учреждение, опыт которого использовался всеми разыскными учреждениями империи. Сам Зубатов регулярно устраивал для подчинённых офицеров лекции, в которых разъяснял технику разыскного дела. Многие ученики Зубатова впоследствии возглавили охранные отделения по всей России.
Само Московское охранное отделение на рубеже веков имело следующий состав. Во главе его стоял Сергей Зубатов, единственный штатский чиновник — начальник охранного отделения. Помощником начальника отделения был жандармский подполковник Я. Г. Сазонов. В отделении числились ещё несколько жандармских офицеров: Б. А. Герарди, А. Г. Петерсен, В. В. Ратко, А. И. Спиридович и другие. Правой рукой Зубатова был старший чиновник для поручений Евстратий Медников, заведовавший наружным наблюдением и создавший особую школу филёров. Медников же заведовал кассой охранного отделения и содержал конспиративную квартиру, на которой Зубатов встречался с агентурой. В штате отделения числились также чиновник для поручений А. И. Войлошников, убитый эсерами в декабре 1905 года, и чиновник для поручений Л. П. Меньщиков, впоследствии перешедший на сторону революционеров. Последний заведовал перлюстрацией писем. Из числа секретных сотрудников отделения наиболее известны З. Ф. Жученко и Е. Ф. Азеф.
Под руководством Зубатова Московское охранное отделение произвело успешные ликвидации многих революционных организаций по всей России. В 1896 году была окончательно ликвидирована петербургская «Группа народовольцев». В том же году в Москве был ликвидирован социал-демократический «Московский рабочий союз». В 1898 году в Минске была арестована вся верхушка еврейского Бунда во главе с А. Кремером, а в 1900 году также в Минске арестованы лидеры «Рабочей партии политического освобождения России» во главе с Г. А. Гершуни и Л. М. Клячко (Родионовой). В 1901 году в Москве по указаниям Е. Ф. Азефа ликвидирован «Северный союз социалистов-революционеров» и арестованы его лидеры во главе с А. А. Аргуновым.

### Замысел легального рабочего движения
В 1896 году Московским охранным отделением была ликвидирована одна из первых социал-демократических организаций — «Московский рабочий союз». Союз был объединением социал-демократических кружков, созданных в результате пропаганды среди рабочих. Допрашивая арестованных по этому делу, Зубатов столкнулся с необычным явлением. Все арестованные делились на две категории: интеллигентов-революционеров и рабочих. Интеллигенты хорошо сознавали, за что привлечены к ответственности, тогда как рабочие не могли понять, в чём состоит их вина. Рабочие упорно не видели политического характера своих деяний. Чтобы докопаться до корней этого явления, Зубатов стал изучать специальную литературу. Тут он впервые столкнулся с социал-демократическим течением в русской революции. Выяснилось, что начиная с 1890-х годов, часть русских революционеров взяла на вооружение учение германской социал-демократии. Сущность этого течения состояла в том, чтобы спрягать политическое учение о революции с экономическими нуждами рабочих. Ведя пропаганду среди рабочих, революционеры внушали им, что они добьются решения своих экономических проблем только на путях социальной революции. Таким образом они рассчитывали привлечь на свою сторону городской пролетариат, который в их руках превращался в могучую революционную армию.
Осознав опасность социал-демократии, Зубатов понял, что борьба с ней одними репрессивными мерами обречена на неудачу. Чтобы обессилить социал-демократию, необходимо вырвать из её рук главную силу — рабочую массу.
Новая тактика, предложенная Зубатовым, сводилась к следующему: а) поскольку в основе недовольства рабочих лежат экономические причины, необходимо расколоть зарождающееся рабочее движение, выделить из него движение экономическое и позволить рабочим для этого не только объединяться, но и бороться в защиту своих экономических интересов, как это имело место на западе (профсоюзы), б) для того чтобы это движение имело цивилизованный характер, необходимо, чтобы местные власти выступали арбитром между рабочими и предпринимателями и там, где, по их мнению, фабриканты нарушают законы, устраняли бы это, не дожидаясь рабочих волнений, в) что касается революционного движения, то, поскольку оно имело объективные причины и устранить его было невозможно, задача охранки должна была заключаться в том, чтобы внедрить в него свою агентуру и, используя ее, парализовать революционные выступления или же направлять их в безопасное для власти русло.
В апреле 1898 года им (при помощи бывшего видного революционера-народовольца Льва Тихомирова) была составлена докладная записка, в которой он предлагал программу мер для улучшения положения рабочих. Записка была представлена московскому обер-полицеймейстеру Д. Ф. Трепову, который подал её в виде доклада московскому генерал-губернатору Сергею Александровичу. Со стороны московской администрации инициатива Зубатова встретила понимание, и ему было дано добро на проведение занятий с рабочими. Тогда же Зубатов приступил к разъяснительной работе. Во время допросов он объяснял рабочим, что правительство не является их врагом и что рабочие и при монархическом строе могут добиться удовлетворения своих интересов. Для этого необходимо понять разницу между рабочим и революционным движением: в первом случае целью является копейка, во втором — идеологическая теория. Проповедь Зубатова имела успех: убеждённые им рабочие повели пропаганду в рабочей среде и вскоре подали ходатайство о создании рабочего общества.
В мае 1901 года В Москве был создан легальный профсоюз, «Общество взаимного вспомоществования рабочих в механическом производстве». Для бесплатных лекций по истории были на некоторое время привлечены, в частности, профессора Московского университета П. Г. Виноградов и А. А. Мануйлов.

### Во главе Особого отдела Департамента полиции
В октябре 1902 года Зубатов был переведён в Петербург и назначен заведующим Особого отдела Департамента полиции. Особый отдел был основан в 1898 году и первоначально предназначался для разработки агентурных данных. Первым его руководителем был Л. А. Ратаев.
В апреле 1902 года, после убийства Д. С. Сипягина, новым министром внутренних дел был назначен В. К. Плеве. Летом того же года, проезжая в Полтавскую и Харьковскую губернию, где произошли аграрные беспорядки, Плеве остановился в Москве и встретился с Зубатовым. В ходе нескольких бесед Зубатов изложил министру свои убеждения, состоявшие в том, что для победы над революцией недостаточно одних репрессий и необходимы социальные реформы. По словам Зубатова, беседы были наполнены разговорами «о недостаточности одной репрессии, о необходимости низовых реформ, о полной совместимости, на мой взгляд, исторических русских основ с общественным началом, о том, что реформаторская деятельность есть вернейшее лекарство против беспорядков и революций, о крайней желательности дать известную свободу общественной самодеятельности и пр.» Плеве не соглашался с Зубатовым, уверяя, что никакой революции в стране нет, а есть только группы и кружки заговорщиков. Полиция должна обнаружить их настоящий «центр» и арестовать заговорщиков. Однако, несмотря на разногласия, по возвращении в Петербург Плеве назначил Зубатова руководить Особым отделом. По некоторым данным, инициатива назначения принадлежала новому директору Департамента А. А. Лопухину, который был знаком с Зубатовым и разделял его взгляды.
Встав во главе Особого отдела, Зубатов начал реформу всей системы политического сыска. По его инициативе во всех крупных городах империи создавались охранные отделения, подчинённые непосредственно Департаменту полиции. В их руках должно было сосредоточиться всё дело политического розыска, до ареста революционеров включительно. Раньше осуществление этих функций принадлежало Губернским жандармским управлениям (ГЖУ), в составе которых существовали особые разыскные пункты. Реформа Зубатова изымала эту деятельность из ведения ГЖУ и передавала в ведение охранных отделений. Во главе вновь созданных отделений ставились офицеры зубатовской школы, знакомые с его методами политического сыска. Так, начальником Петербургского охранного отделения стал Я. Г. Сазонов, Московского — В. В. Ратко, Киевского — А. И. Спиридович, Варшавского — А. Г. Петерсен и т. д. Внутри самого Особого отдела также были произведены изменения. В составе отдела были созданы два «стола»: один — для руководства деятельностью охранных отделений, другой — для руководства службой наружного наблюдения. Первый возглавил Л. П. Меньщиков, второй — Е. П. Медников. В результате реформы в руках Зубатова сосредоточились все нити политического сыска в России.

### Заговор против Плеве и отставка
Карьера Зубатова внезапно рухнула в 1903 году. Отношения его с Плеве к этому времени окончательно испортились. Плеве всё более настаивал на усилении репрессий и всё более отрицательно относился к зубатовским проектам реформ. Летом 1903 года Плеве, без объяснения причин, потребовал прекратить деятельность Еврейской независимой рабочей партии. Зубатов вспоминал об этом так: «Он перешёл к грубому требованию „всё это“ прекратить, в особенности деятельность „Независимой еврейской рабочей партии“, нимало не соображаясь ни с моими нравственными запросами, ни с душевным состоянием всех „прикрываемых“, которые воочию успели стать на ножи и с „правыми“, и с „левыми“». Узнав об этом, лидеры партии поспешили заявить о её самороспуске, «хотя, говорят, кто-то из независимцев после этого застрелился». После этого случая Зубатов подал прошение об отставке, но его просьба не была уважена.
Раздражённый и недовольный политикой Плеве, Зубатов начал высказывать своё недовольство в частных разговорах. Он говорил, что чем раньше Плеве уйдёт или его отставят, тем лучше будет и для него и для России. В июле 1903 года Зубатов встретился с министром финансов С. Ю. Витте, который считался главным врагом Плеве, и высказал ему своё недовольство последним. По воспоминаниям Витте, об этой встрече стало известно Плеве, и тот решил отправить Зубатова в отставку. По воспоминаниям же директора Департамента полиции А. А. Лопухина, отношения Зубатова с Витте не ограничились одной встречей. На квартире князя В. П. Мещерского Витте и Зубатов составили заговор против Плеве, целью которого было сместить Плеве с поста министра внутренних дел и посадить на его место Витте. Зубатов должен был составить подложное письмо с осуждением политики Плеве, а князь Мещерский подать это письмо императору. Однако Зубатов по неосторожности рассказал об этом своему чиновнику М. И. Гуровичу, а тот немедленно донёс о заговоре Плеве.
Реакция Плеве была мгновенной. 19 августа 1903 года он вызвал к себе Зубатова и в присутствии начальника Отдельного корпуса жандармов генерал-лейтенанта В. В. фон Валя устроил ему допрос. Плеве потребовал от Зубатова рассказать о деятельности Еврейской независимой рабочей партии, а затем обвинил его в причастности к Одесской забастовке и в разглашении государственной тайны. В качестве улики он зачитал перехваченное жандармами письмо Зубатова Г. И. Шаевичу, одному из лидеров ЕНРП, в котором Зубатов критически отзывался о Плеве. После этого министр приказал Зубатову немедленно сдать свои дела и в 24 часа выехать из Петербурга. «Признаться сказать, после такого объяснения, от боли жгучей и обиды, я не скоро нашёл скобку у выходной двери…» — вспоминал Зубатов. Выходя из приёмной, он громко хлопнул дверью, так что чуть стёкла не посыпались. Плеве был взбешён. В сопровождении генерала фон Валя Зубатов сдал свои дела подполковнику Я. Г. Сазонову, а вечером следующего дня выехал из Петербурга в Москву. На вокзал его пришло провожать всего несколько человек, так как прошёл слух, что сочувствующих Зубатову тоже уволят. В Москве за ним было установлено наружное наблюдение, ему было запрещено являться в охранное отделение и встречаться со своими бывшими сотрудниками, а в ноябре он был выслан под надзор в город Владимир. В последнем докладе директору Департамента полиции Зубатов писал: «Моя служба в буквальном смысле была царская, а окончилась она такою чёрною обидою, о какой ещё не всякий в своей жизни слыхал».

### Жизнь после отставки и самоубийство
15 июля 1904 года министр внутренних дел В. К. Плеве был убит бомбой террориста. При новом министре П. Д. Святополк-Мирском Зубатов был реабилитирован, с него были сняты все ограничения и ему была назначена пенсия. Для Зубатова открывался путь к возвращению на службу. Спрос на него как специалиста был велик, и его стали настойчиво звать в Петербург. По словам Зубатова, он поочерёдно получал предложение вернуться на службу от Святополк-Мирского, Д. Ф. Трепова и С. Ю. Витте. Однако возвращаться на службу он не захотел. В письме к В. Л. Бурцеву он объяснял своё нежелание соображениями личной и семейной безопасности, а также тем, что возвращение дисгармонировало с его духовным состоянием. «Мне бы пришлось опять сосредоточиться на репрессии, а это ещё менее прежнего могло удовлетворить меня, ибо не в ней, по-моему, лежит суть дела», — писал Зубатов. Зубатов продолжал следить за развитием событий и возлагал свои надежды на реформы Святополк-Мирского, Трепова и Витте, которых считал своими единомышленниками.
В годы Первой русской революции Зубатов пытался заняться публицистикой и разместил несколько статей с изложением своих монархических взглядов в газете В. П. Мещерского «Гражданин». Однако это только вызвало против него нарекания. Личность Зубатова вызывала неприятие как правых, так и левых партий. В начале 1906 года он написал письмо в журнал В. Л. Бурцева «Былое», в котором опровергал некоторые выдвинутые против него обвинения. Воспользовавшись этим предлогом, Бурцев завязал с ним переписку, в которой настойчиво предлагал писать воспоминания о своей полицейской службе. По собственному признанию Бурцева, он рассчитывал таким образом получить материалы, необходимые ему для борьбы с Департаментом полиции. Зубатов написал Бурцеву несколько писем, однако об этом стало известно в Министерстве внутренних дел. В Департаменте полиции возникли сомнения в политической благонадёжности Зубатова. Было поручено сообщить ему о нежелательности таких контактов, и переписка прекратилась.
В 1910 году Зубатов вернулся из Владимира в Москву и поселился в Замоскворечье. Политикой он больше не занимался и вёл частный образ жизни. По некоторым данным, он начал писать мемуары, однако от них не осталось никаких следов. В феврале 1917 года в России началась новая революция. 2 марта император Николай II отрёкся от престола в пользу своего брата Михаила, а 3 марта, во время обеда, пришло сообщение об отречении Михаила. Зубатов молча выслушал это сообщение, вышел в соседнюю комнату и застрелился.

## Зубатовское рабочее движение
Зубатов приобрёл известность благодаря предложенному им в 1901 году плану создания опекаемых полицией легальных профессиональных союзов рабочих, которые должны были направить рабочее движение с революционного пути на путь мирной защиты экономических интересов рабочих. Первым из таких союзов стало «Общество взаимного вспомоществования рабочих в механическом производстве» в Москве. Зубатов изучал работы теоретиков социализма, признавал, что рост количества рабочих делает их крупной политической силой.
«Рабочий класс, — объяснял Зубатов, — коллектив такой мощности, каким, в качестве боевого средства, революционеры не располагали ни во времена декабристов, ни в период хождения в народ, ни в моменты массовых студенческих выступлений… Будучи разъярён социалистической пропагандой и революционной агитацией в направлении уничтожения существующего государственного и общественного строя, коллектив этот неминуемо мог оказаться серьёзнейшей угрозой для существующего порядка вещей».
Противники Зубатова окрестили его систему «полицейским социализмом», рассчитывая дискредитировать её в глазах властей. Сам Зубатов считал такое определение бессмыслицей и в своей статье о «зубатовщине» писал:
«Наименование её „полицейским социализмом“ лишено всякого смысла. С социализмом она боролась, защищая принципы частной собственности в экономической жизни страны, и экономической её программой был прогрессирующий капитализм, осуществляющийся в формах всё более культурных и демократических (почему-то кажущихся нашим российским капиталистам „антикапиталистическими“). Полицейские меры, как чисто внешние, опять-таки её не занимали, ибо она искала такой почвы для решения вопроса, где бы всё умиротворялось само собой, без внешнего принуждения».

## В массовой культуре
Образ Зубатова использован в романе Б. Акунина «Статский советник» при изображении персонажа Сергея Витальевича Зубцова, старшего чиновника для поручений Охранного отделения.

В художественном многосерийном телевизионном фильме «Раскол» роль Зубатова сыграл Валерий Сторожик.

## Прочее
- Часто ошибочно указывается полковником (например, в энц. «Кругосвет»), тогда как в действительности "вообще не имел никакого военного чина, оставаясь гражданским чиновником"(З.И. Перегудова)[20]. Гражданский чин надворного советника по Табели о рангах соответствовал званию подполковника.

## Сочинения
- С. В. Зубатов. Зубатовщина // Былое. — СПб., 1917. — № 4. — С. 157—178.